# Bryoptera cretata
Bryoptera cretata là một loài bướm đêm trong họ Geometridae.